# Sodawerk Staßfurt
Das Sodawerk Staßfurt ist ein deutscher Hersteller von Ammoniaksoda und Natron. Es beschäftigt sich seit 130 Jahren mit der Herstellung der Ammoniaksoda unter Nutzung der Kalkstein- und Steinsalzvorkommen. 2007 wurde das Werk durch die Firma Ciech übernommen und ein Jahr später wurde die neue Produktionsanlage für die Herstellung von Schwersoda in Betrieb genommen. Es ist neben der Remondis-Müllverbrennungsanlage und der TechniSat Teledigital GmbH wichtigste Produktionseinheit in Staßfurt-Nord.

## Unternehmen

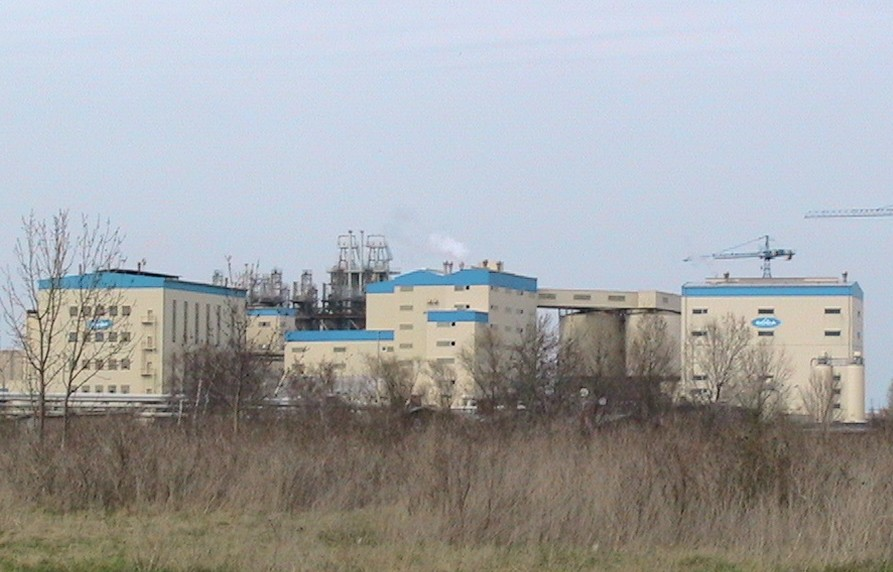
Neues Werk (Werk II) des Sodawerks Staßfurt

Durch die jährliche Produktionskapazität von über 560.000 Tonnen besitzt das Werk im deutschen Raum einen Marktanteil von fast 30 %, als Tochterunternehmen der Ciech SA zählt es zu den Top-10-Produktionsstätten der Welt. Denn neben der Schwersoda werden dort auch Leichtsoda, Backpulver und Natriumkarbonat hergestellt. Das Unternehmen ist für die Region ein wichtiger Arbeitgeber, zudem stellt es einen geostrategisch wichtigen Standort dar, was z. B. bei der Übernahme der Firma Ciech SA eine wichtige Rolle spielte. Außerdem kann es durch das umliegende Kalksteinwerk bei Förderstedt mit Kalkstein versorgt werden. Außerdem verfügt das Werk über einen eigenen Güterbahnhof, von dem die Produkte abgeholt aber auch mit der firmeninternen Feldbahn des Sodawerkes Staßfurt z. B. der Kalkstein geliefert werden kann. Als Zugmittel werden hier sechs Lokomotiven des Typs EL 12 eingesetzt.

## Geschichte

### Bis 1990

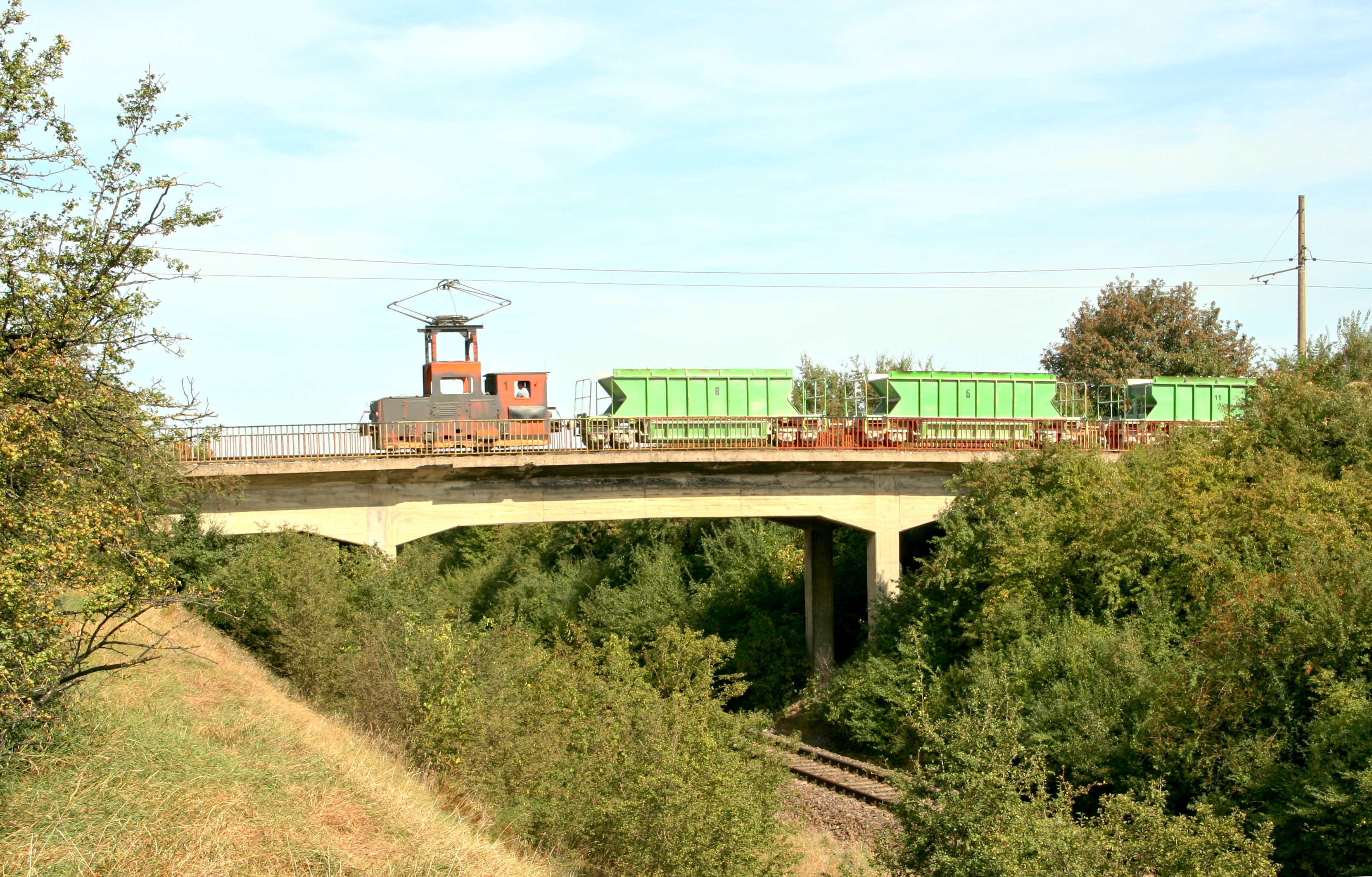
Die Feldbahn vom Sodawerk Staßfurt

Der Grundstein für das Unternehmen wurde am 27. Juli 1882 durch die Aktiengesellschaft der Chemischen Fabrik Magdeburg-Buckau gelegt. Im Juli 1883 begannen die Sodaproduktion nach dem Ammoniak-Soda-Verfahren und die Herstellung von Ätznatron. Am 4. August 1884 wurde das Werk vorübergehend wegen technischer Schwierigkeiten stillgelegt, 1885 wurde die Produktion dann wieder aufgenommen und stieg auf eine tägliche Produktion von zehn Tonnen an kalzinierter Soda. Im Jahre 1888 wurde Kristallsoda aufgenommen. Im Jahre 1921 ging der Besitz an die Goldschmidt AG und somit stieg die Produktion von kalzinierter Soda auf 75 Tonnen pro Tag. Ab 1925 wurde mit der Produktion von Natriumhydrogenkarbonat begonnen. 1927 wurde der Besitz des Sodawerks zu je 50 % an die Goldschmidt AG und Preußag Berlin aufgeteilt, hierdurch wurde die Rohstoffbasis Steinsalz und Braunkohle gesichert. Im April 1945 wurde die Produktion wegen des Endes des Zweiten Weltkriegs abermals eingestellt und erst im Dezember 1945 wieder aufgenommen. Am 26. März 1946 wurden große Produktionsabschnitte eingestellt wie z. B. die Ätznatronfabrik, welche vollständig demontiert wurde, zudem wechselte der Name auf Industrie-Werke Sachsen-Anhalt, Sodafabrik Staßfurt. Nach der Bauzeit von eineinhalb Jahren wurde am 19. Juli 1952 der Sodabetrieb II in Betrieb genommen, damit stieg die Leistung auf 300 Tonnen pro Tag kalzinierte Soda. 1951 wurde der Name dann in VVB (Z) „Alkali Sodafabrik Staßfurt“ geändert und 1952 in „VEB Sodawerk ‚Fred Oelßner‘ Staßfurt“. Am 1. Januar 1965 wurden die Werke Staßfurt und Bernburg zusammengelegt zum VEB Vereinigte Sodawerke Bernburg-Staßfurt. Im Jahre 1966 wurde der Sodabetrieb I eingestellt mit dem späteren Ziel einer Restauration.

### Reprivatisierung durch die Treuhandanstalt
Am 19. Juni 1991 erfolgte dann die Reprivatisierung durch die Treuhandanstalt, indem der Betrieb an die dänische Firma Lars Christensen A/S verkauft wurde. Am 12. Oktober 1993 wurde das Sodawerk Staßfurt als erstes Chemieunternehmen der neuen Bundesländer nach der europäischen Qualitätsnorm DIN EN ISO 9001 geprüft und zertifiziert. Im Jahre 1995 erwarb die Münchener BVT-Finanz-Gruppe eine Mehrheitsbeteiligung am Werk und der Name änderte sich schließlich auf Sodawerk Staßfurt GmbH & Co. KG. Im Jahre 1996 erfolgte die Inbetriebnahme eines Industriekraftwerks mit Gas- und Dampfturbinen auf dem ehemaligen Gelände der Achenbachfabrik. Zwischen 1997 und 1998 erfolgte ein kompletter Neubau der Natronfabrik. Im Jahre 1995 erfolgte nach Abschluss der Investitionsstufen im Werk II die Stilllegung von Werk I. Im Jahre 2001 erfolgte nach dem Abriss der stillgelegten Produktionsanlagen im Sodabetrieb I die Zertifizierung des Umweltmanagementsystems nach der DIN EN ISO 14001 und der EG-Öko-Audit-Verordnung. Nachdem das Werk im Sommer 2007 von der Private-Equity-Gesellschaft ECM in Frankfurt mehrheitlich erworben wurde, wurde es am 21. November 2007 an den polnischen Konzern Ciech SA verkauft. Im Jahre 2010 erfolgte dann der Abschluss der Investitionsmaßnahmen zur Erhöhung der Produktionskapazität auf 560.000 t/a kalzinierte Soda.

## Umwelt
Durch die Einleitung von Produktionsabwasser kann es zu Fischsterben in der Bode kommen.